# Bembidion tibiale
Bembidion tibiale är en skalbaggsart som först beskrevs av Caspar Erasmus Duftschmid 1812.  Bembidion tibiale ingår i släktet Bembidion, och familjen jordlöpare. Arten har ej påträffats i Sverige.

## Bildgalleri

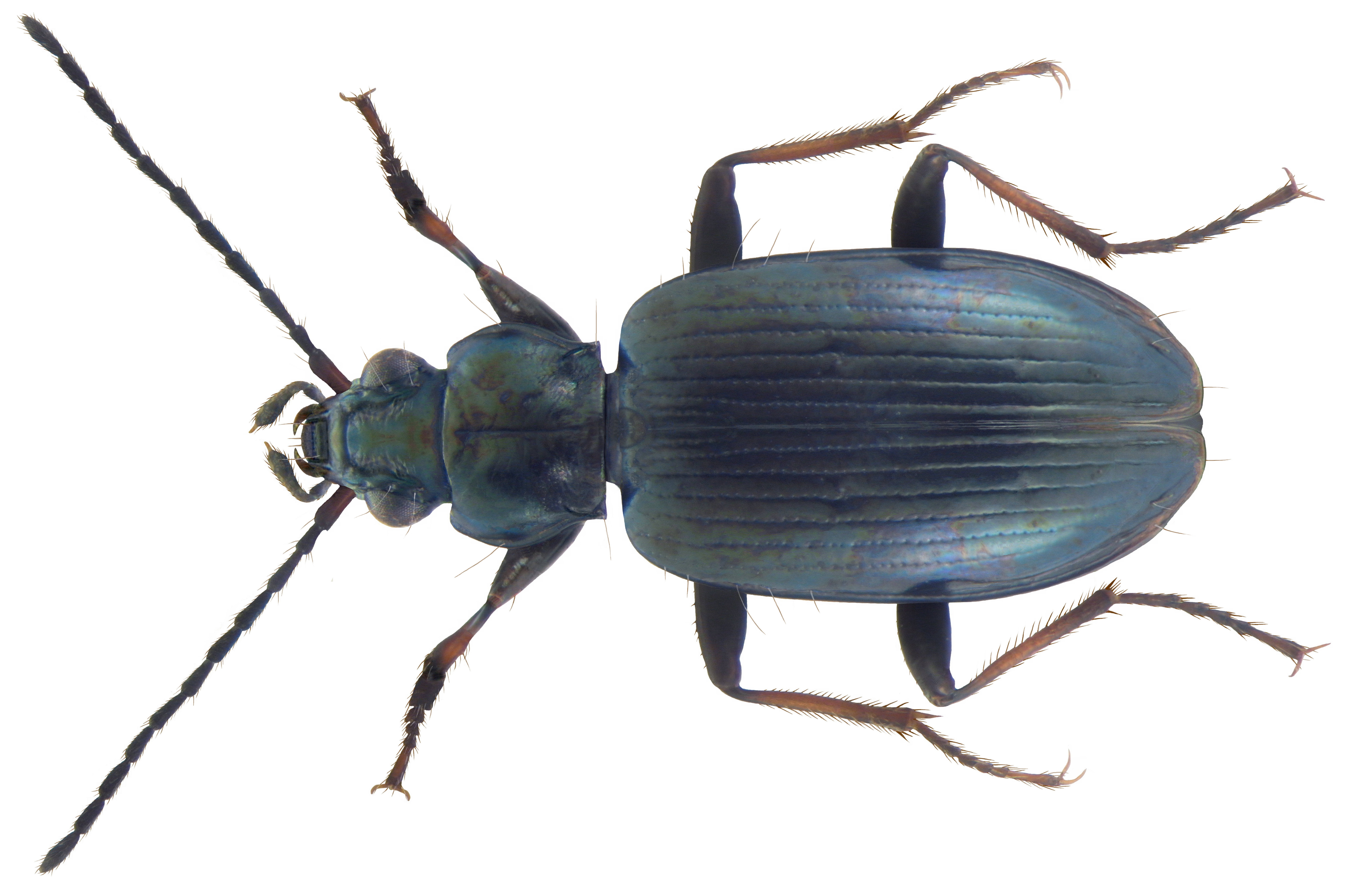